# Vila Nova da Barca
Vila Nova da Barca é uma povoação portuguesa do Município de Montemor-o-Velho que foi sede da extinta Freguesia de Vila Nova da Barca, freguesia que tinha 12,07 km² de área e 291 habitantes (2011), e, por isso, uma densidade populacional de 24,1 hab/km².
A Freguesia de Vila Nova da Barca foi extinta (agregada) pela reorganização administrativa de 2013, tendo o seu território sido agregado ao das Freguesias de Abrunheira e de Verride para criar a Freguesia de Abrunheira, Verride e Vila Nova da Barca.

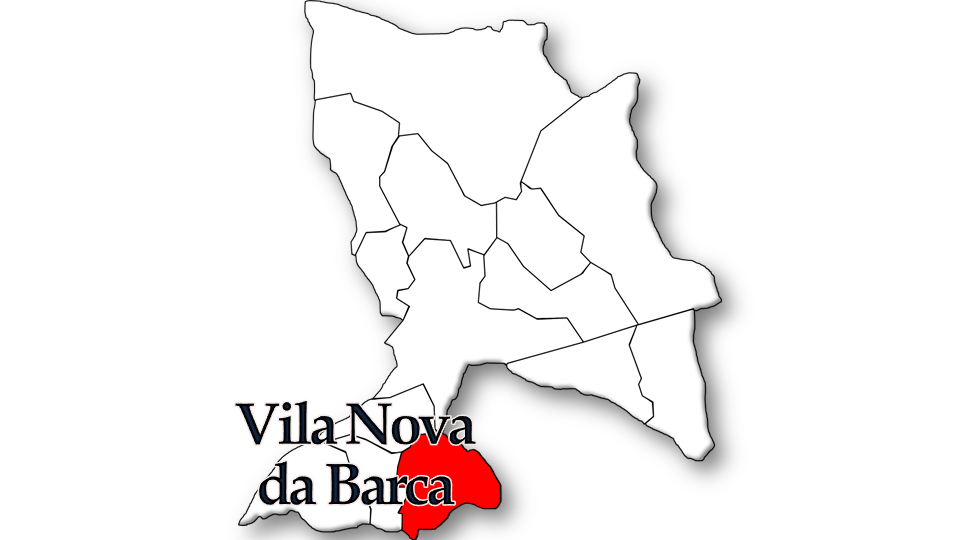
Localização no Município de Montemor-o-Velho

## População
| População da freguesia de Vila Nova da Barca | População da freguesia de Vila Nova da Barca | População da freguesia de Vila Nova da Barca | População da freguesia de Vila Nova da Barca | População da freguesia de Vila Nova da Barca | População da freguesia de Vila Nova da Barca | População da freguesia de Vila Nova da Barca | População da freguesia de Vila Nova da Barca | População da freguesia de Vila Nova da Barca | População da freguesia de Vila Nova da Barca | População da freguesia de Vila Nova da Barca | População da freguesia de Vila Nova da Barca | População da freguesia de Vila Nova da Barca | População da freguesia de Vila Nova da Barca | População da freguesia de Vila Nova da Barca |
| -------------------------------------------- | -------------------------------------------- | -------------------------------------------- | -------------------------------------------- | -------------------------------------------- | -------------------------------------------- | -------------------------------------------- | -------------------------------------------- | -------------------------------------------- | -------------------------------------------- | -------------------------------------------- | -------------------------------------------- | -------------------------------------------- | -------------------------------------------- | -------------------------------------------- |
| 1864                                         | 1878                                         | 1890                                         | 1900                                         | 1911                                         | 1920                                         | 1930                                         | 1940                                         | 1950                                         | 1960                                         | 1970                                         | 1981                                         | 1991                                         | 2001                                         | 2011                                         |
| 518                                          | 507                                          | 458                                          | 409                                          | 453                                          | 450                                          | 477                                          | 697                                          | 480                                          | 462                                          | 408                                          | 429                                          | 410                                          | 365                                          | 291                                          |